# Urotrygon microphthalmum
Urotrygon microphthalmum là một loài cá thuộc họ Urotrygonidae. Nó được tìm thấy ở Brasil, French Guiana, Guyana, Suriname, and Venezuela. Các môi trường sống tự nhiên của chúng là open seas and shallow seas.